# Calycomyza mikaniae
Calycomyza mikaniae är en tvåvingeart som beskrevs av Spencer 1973. Calycomyza mikaniae ingår i släktet Calycomyza och familjen minerarflugor.
Artens utbredningsområde är Florida. Inga underarter finns listade i Catalogue of Life.